# Healey Marine
Pour les articles homonymes, voir Healey et Marine (homonymie).
Healey Marine ou Healey Marine Sports Boats est une entreprise britannique de construction de bateaux à moteur de prestige, fondée en 1955 par Donald Healey, filiale de Austin-Healey.

## Historique
À la suite du succès de ses voitures de sport anglaises Nash-Healey (1951), Austin-Healey 100 (1953), Austin-Healey 100-6 (1956) (puis Austin-Healey Sprite 1958 ou Austin-Healey 3000 1959...), le pilote-industriel anglais Donald Healey fonde cette industrie nautique à Bridport dans le Dorset au bord de la Manche, en 1955, à titre de filiale de son industrie Austin-Healey,,.

Healey Marine Sports Boat 75
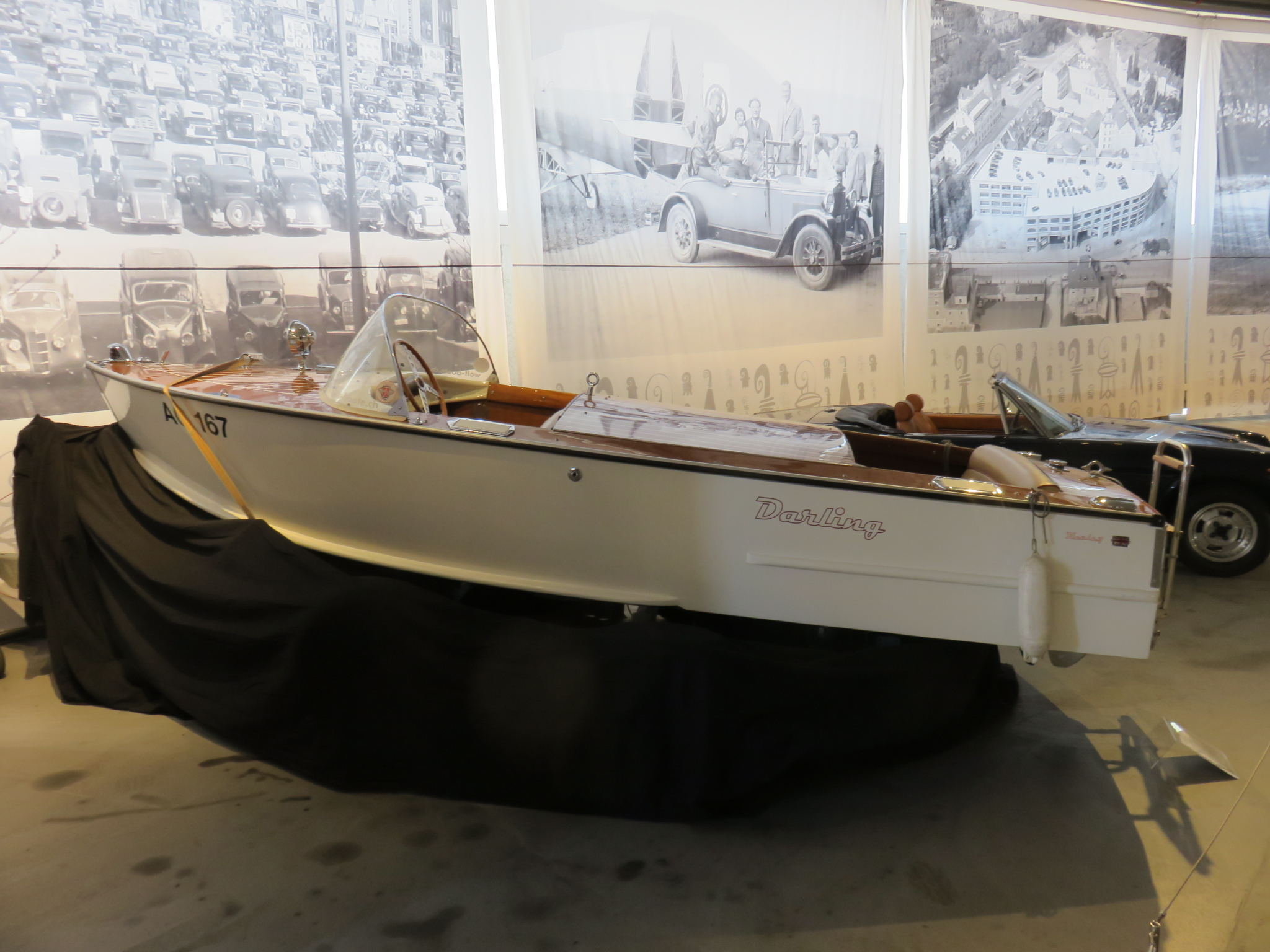
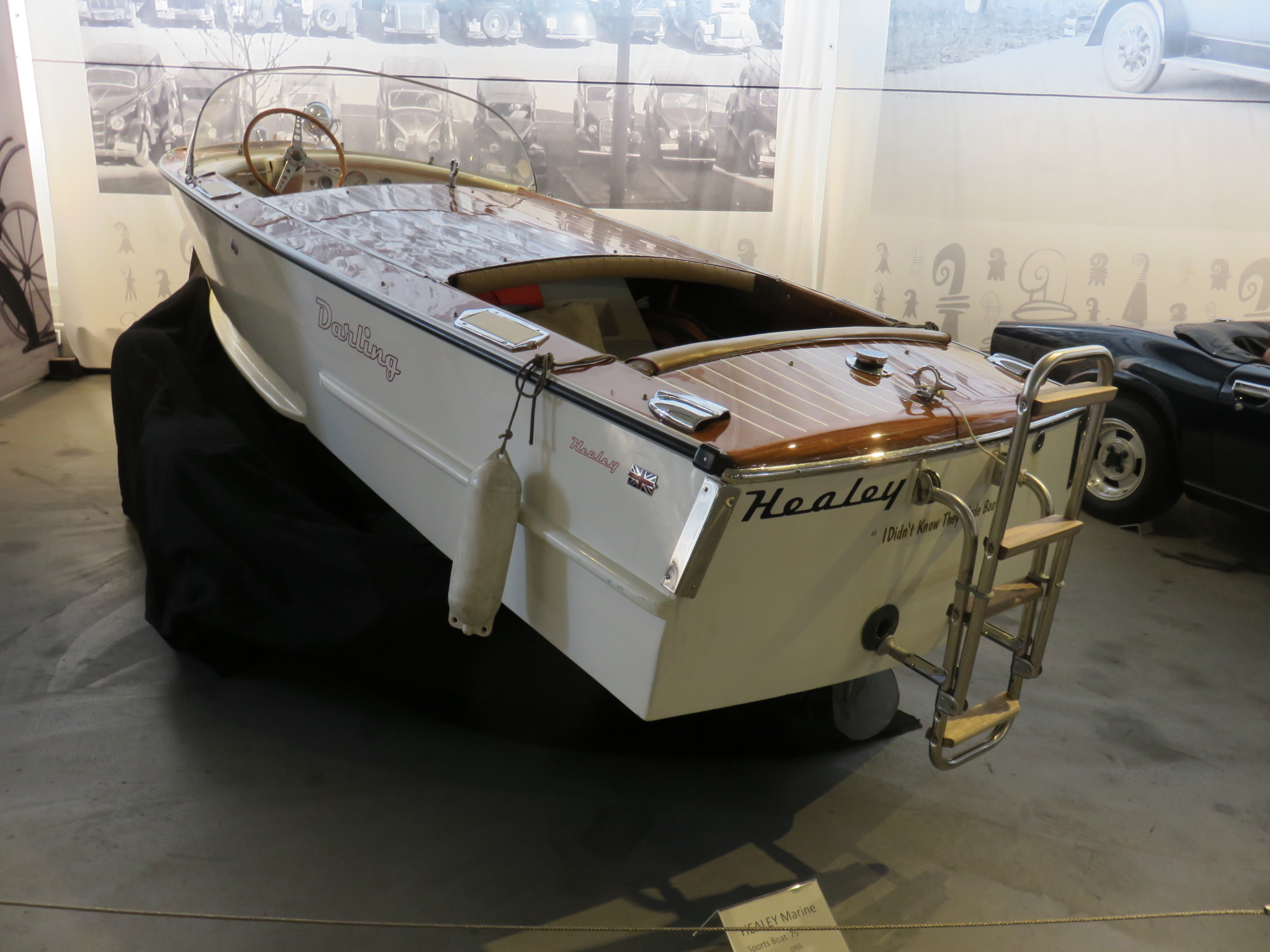
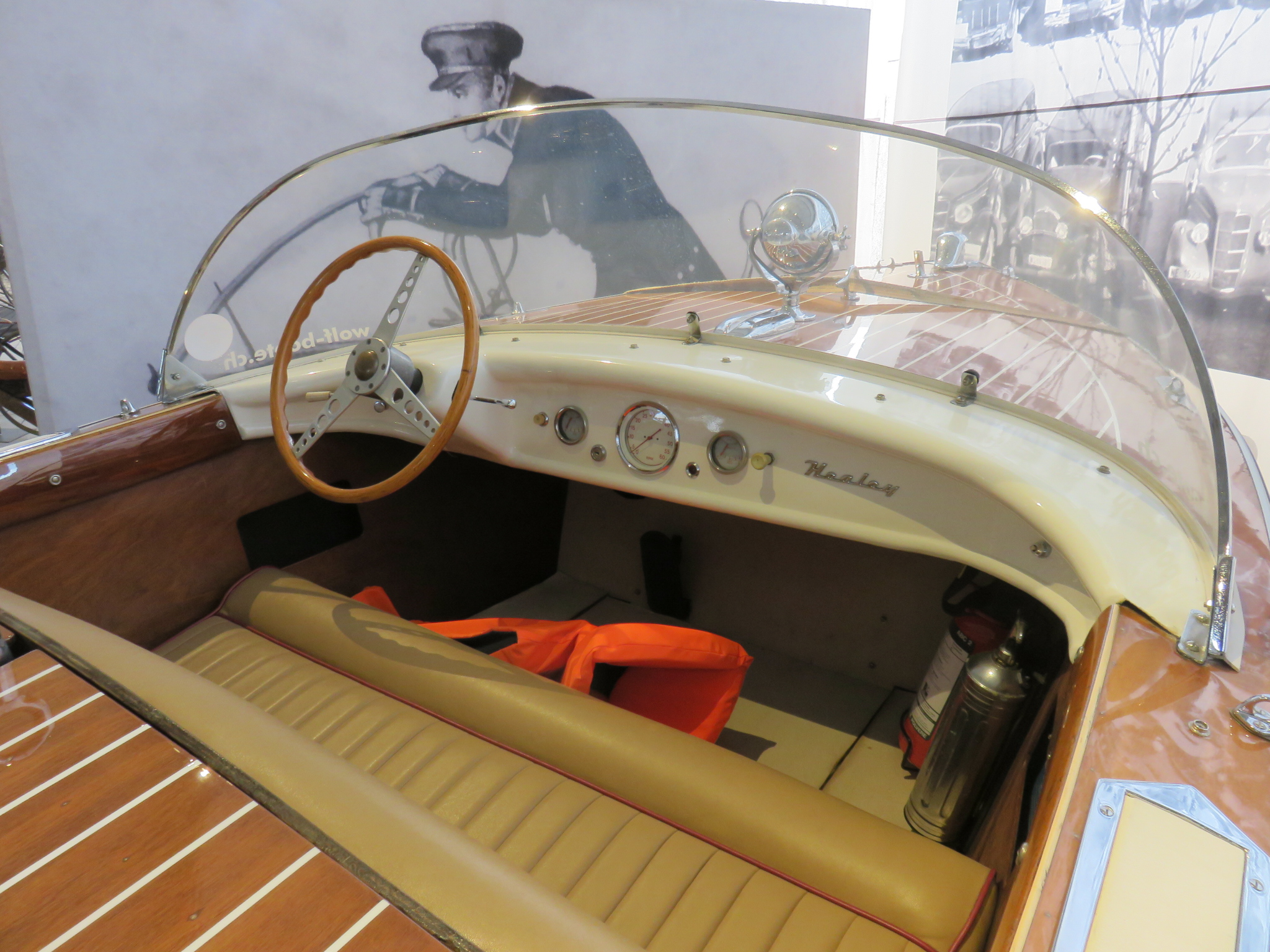

Son chantier naval conçoit et fabrique des bateaux runabout de prestige, avec coque en fibre de verre, pont en bois de teck, et moteurs 4 ou 6 cylindres in-board de Austin-Healey 100 (1953)..., avec une production estimée à environ 1400 bateaux dans les années 1950 et 1960.

## Production
Quelques modèles produits,,, : 
- Healey 55
- Healey Ski-Master
- Healey 75
- Healey 707
- Healey Marine Sprite
- Healey Corvette